# 올림픽 영국령 버진아일랜드 선수단
올림픽 영국령 버진아일랜드 선수단은 영국령 버진아일랜드를 대표하여 올림픽에 참가하는 선수단이다. 영국령 버진아일랜드는 1984년 LA 올림픽부터 하계 올림픽에 꾸준히 참가해 왔으며, 최우수 성적은 2020년 남자 400m 허들에서 카이런 맥마스터 (Kyron McMaster)가 4위를 차지한 것이다.
영국령 버진 아일랜드는 1984년과 2014년에 두 차례 동계 올림픽에 출전했다. 동계 올림픽에서 최우수 성적을 낸 선수는 남자 하프파이프 스키에서 27위를 차지한 피터 크룩이다.
국가로 2020년부터 영국령 버진아일랜드의 국가를 사용하고 있으며, 이전에는 영국의 국가를 사용했다.

## 메달 표

### 하계 올림픽 메달
| 올림픽                | 참가 인원 | 금 | 은 | 동 | 총 메달 수 | 순위 |
| 1984년 로스앤젤레스   | 9         | 0  | 0  | 0  | 0          | –    |
| 1988년 서울           | 3         | 0  | 0  | 0  | 0          | –    |
| 1992년 바르셀로나     | 4         | 0  | 0  | 0  | 0          | –    |
| 1996년 애틀랜타       | 7         | 0  | 0  | 0  | 0          | –    |
| 2000년 시드니         | 1         | 0  | 0  | 0  | 0          | –    |
| 2004년 아테네         | 1         | 0  | 0  | 0  | 0          | –    |
| 2008년 베이징         | 2         | 0  | 0  | 0  | 0          | –    |
| 2012년 런던           | 2         | 0  | 0  | 0  | 0          | –    |
| 2016년 리우데자네이루 | 4         | 0  | 0  | 0  | 0          | –    |
| 2020년 도쿄           | 3         | 0  | 0  | 0  | 0          | –    |
| 2024년 파리           | 3         | 0  | 0  | 0  | 0          | –    |
| 2028년 로스앤젤레스   |           |    |    |    |            |      |
| 2032년 브리즈번       |           |    |    |    |            |      |
| 합계                  | 합계      | 0  | 0  | 0  | 0          | –    |

### 동계 올림픽 메달
| 올림픽                       | 참가 인원          | 금                 | 은                 | 동                 | 총                 | 계급               |
| 1984년 사라예보              | 1                  | 0                  | 0                  | 0                  | 0                  | –                  |
| 1988년 캘거리                | 불참               |                    |                    |                    |                    |                    |
| 1992년 알베르빌              | 불참               |                    |                    |                    |                    |                    |
| 1994년 릴레함메르            | 불참               |                    |                    |                    |                    |                    |
| 1998년 나가노                | 불참               |                    |                    |                    |                    |                    |
| 2002년 솔트레이크시티        | 불참               |                    |                    |                    |                    |                    |
| 2006년 토리노                | 불참               |                    |                    |                    |                    |                    |
| 2010년 밴쿠버                | 불참               |                    |                    |                    |                    |                    |
| 2014년 소치                  | 1                  | 0                  | 0                  | 0                  | 0                  | –                  |
| 2018년 평창                  | 불참               |                    |                    |                    |                    |                    |
| 2022년 베이징                | 불참               |                    |                    |                    |                    |                    |
| 2026년 밀라노-코르티나담페초 | 아직 개최되지 않음 | 아직 개최되지 않음 | 아직 개최되지 않음 | 아직 개최되지 않음 | 아직 개최되지 않음 | 아직 개최되지 않음 |
| 총                           | 총                 | 0                  | 0                  | 0                  | 0                  | –                  |

## 같이 보기
- 올림픽에 참가하는 영국령 버진아일랜드의 기수 목록
- 동계 올림픽에 참가한 열대 국가